# Matilda II
«Матильда» (англ. Tank Infantry Mk II Matilda II) — середній піхотний британський танк періоду Другої світової війни. Також позначався як A12.
Використовувався з початку війни і до самого завершення, особливо асоціюється з Північноафриканською кампанією. Був замінений на піхотний танк Mk III Валентайн. Коли його попередник піхотний танк Mark I також відомий як «Матильда» був знятий з озброєння Mk II став називатися просто Матильда.

## Історія
Спроєктований в 1936–1938, вироблявся по серпень 1943 і був одним з основних середніх танків Великої Британії. Також в значних кількостях постачався армії Австралії і за програмою ленд-лізу в СРСР де були використані вже в битві за Москву. Незважаючи на застарілу конструкцію, низьку рухливість і слабку гармату, «Матильда» відрізнялась дуже потужним бронюванням, яке забезпечувало її досить ефективне використання в перші військові роки.
В червні 1941 німці в Лівії захопили велику кількість Матильд і використовували їх у своїй африканській кампанії, що приводило до непорозумінь, незважаючи на німецьке маркування.
Загалом було випущено 2987 танків «Матильда II». З них 1084 штуки були відправлені до СРСР, з яких прибуло 918, інші загинули в дорозі. Вилучені з англійських танкових частин «Матильди II» передавалися в австралійську армію, у складі якої брали участь у боях на островах Тихого океану і активно перероблялись на різні спецмашини. Через нестачу в японських військах важких протитанкових гармат танки «Матильда II» залишались на озброєнні до останнього дня війни. Це зробило цей танк єдним англійським танком, що був на озброєнні від початку і до кінця війни.

## Матильда сьогодні
На сьогодні збереглось близько 45 танків. Близько 30 з них в Австралії, інші в музеях або приватних колекціях в різних країнах.

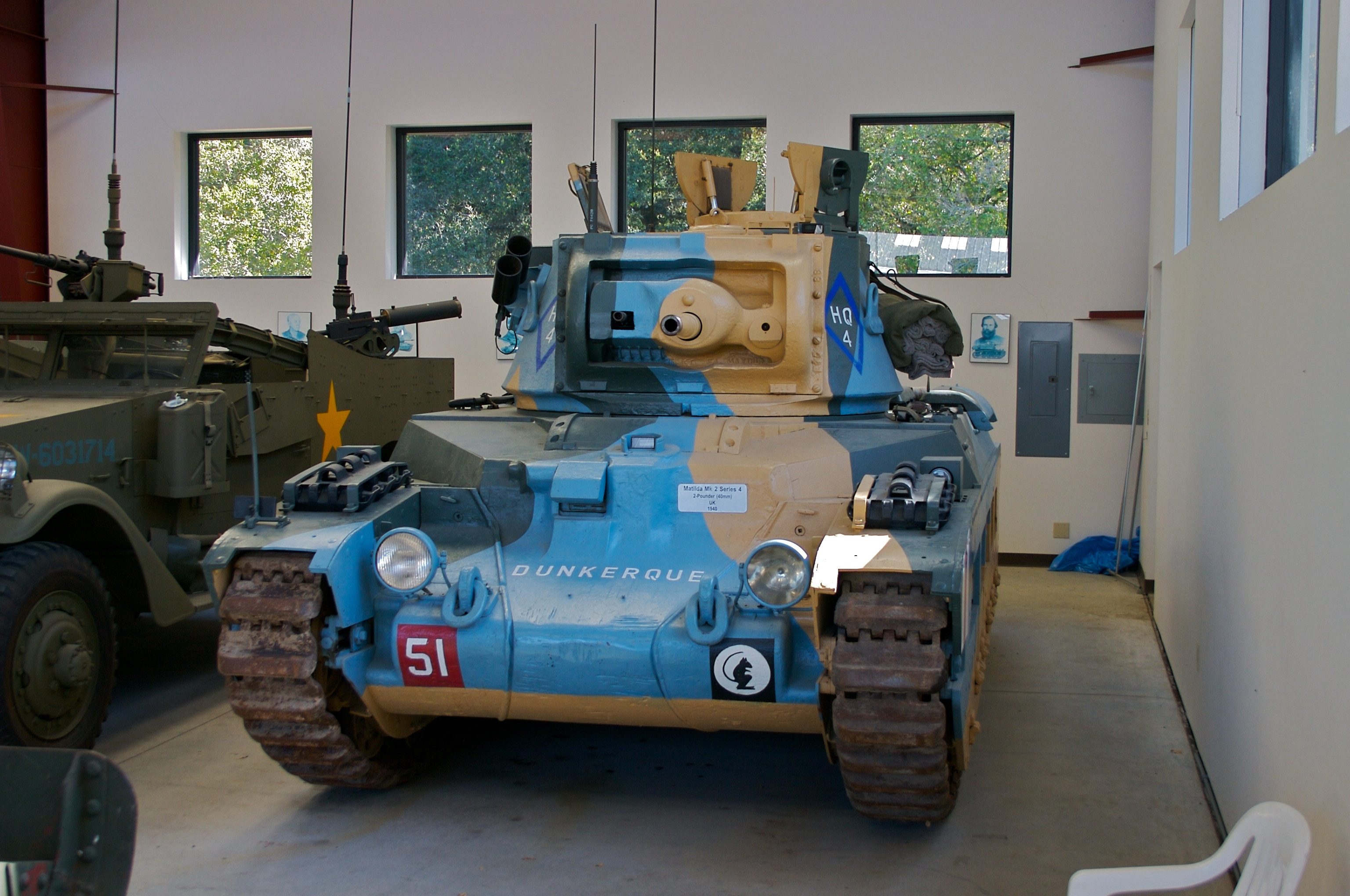
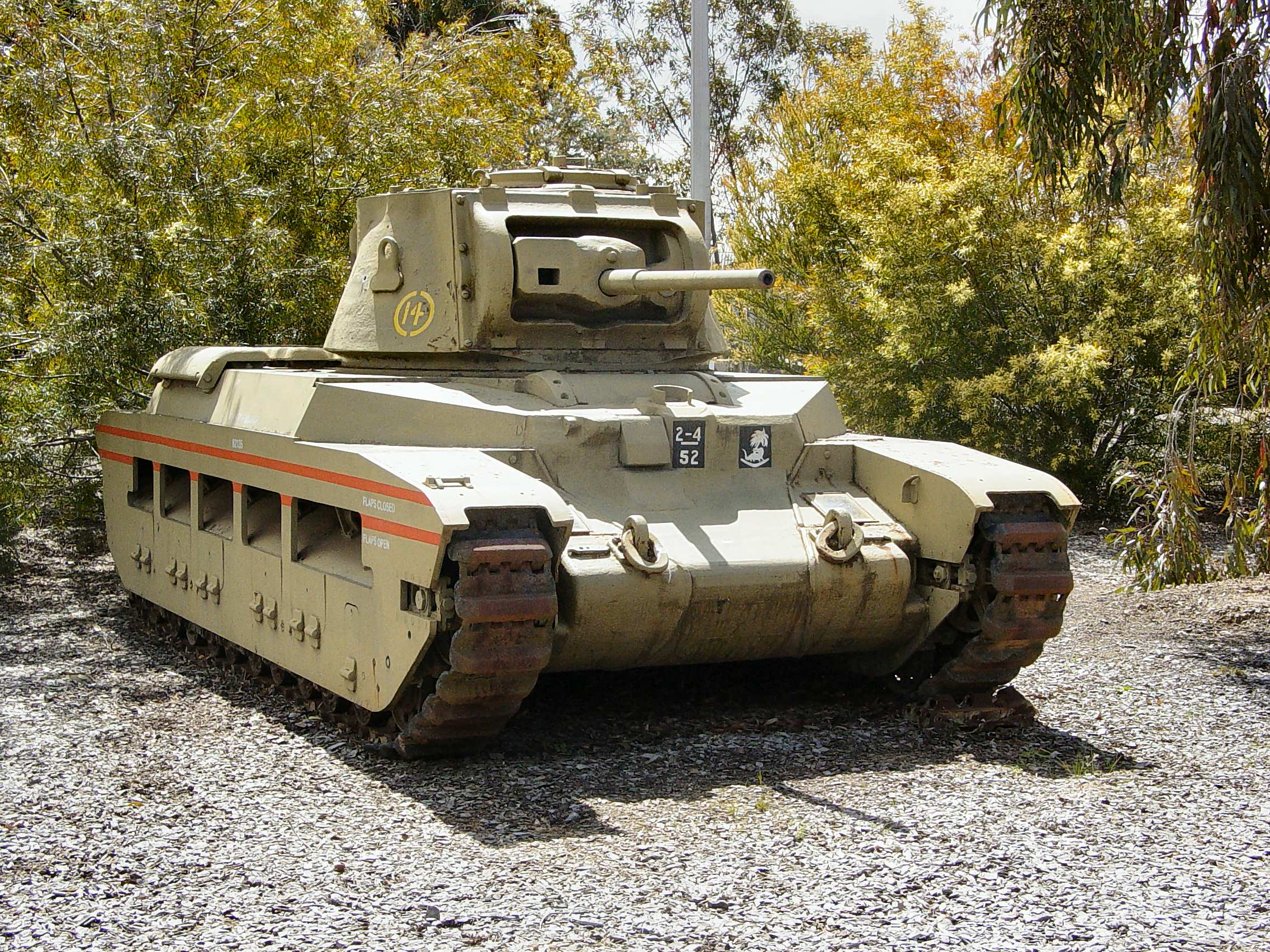
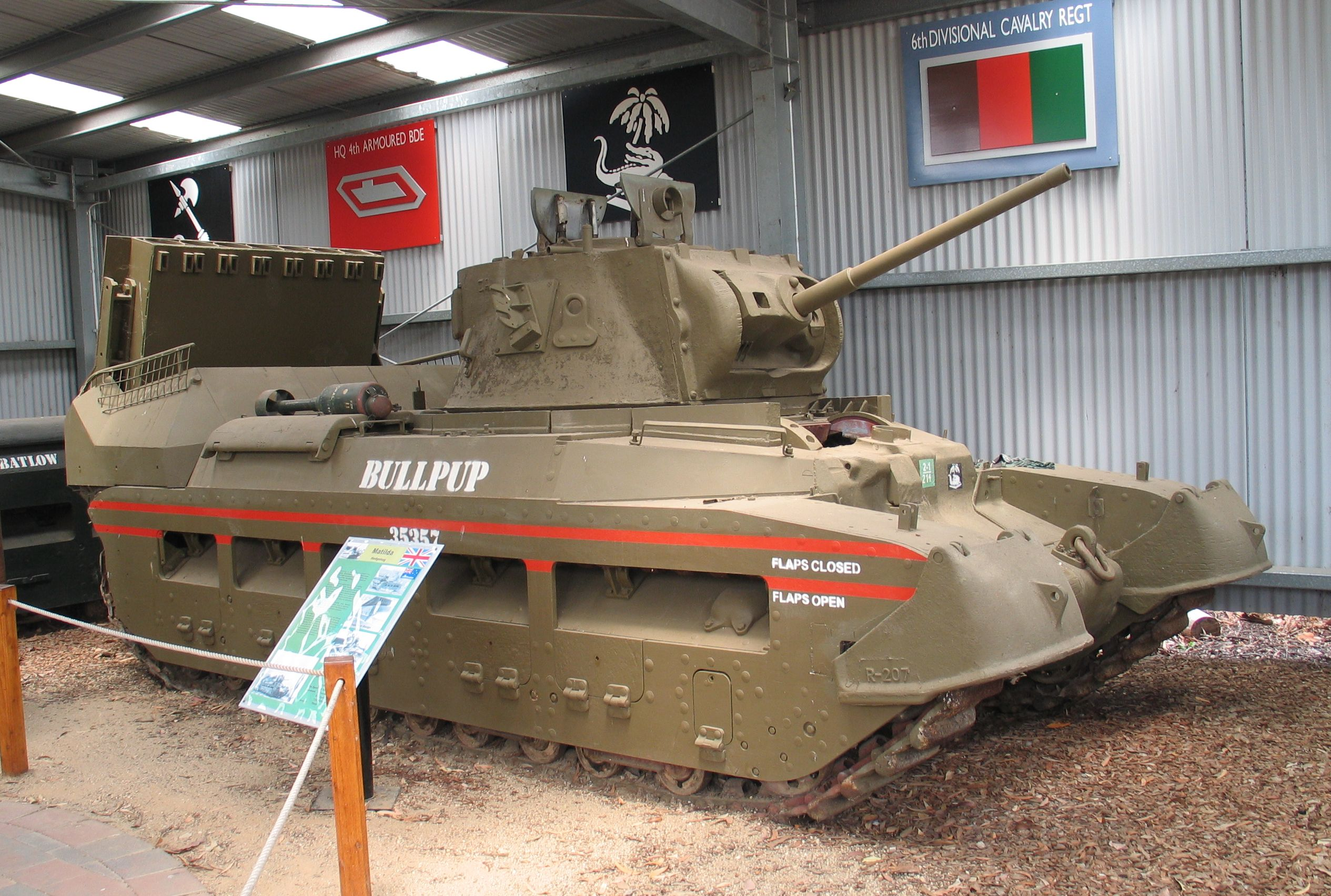
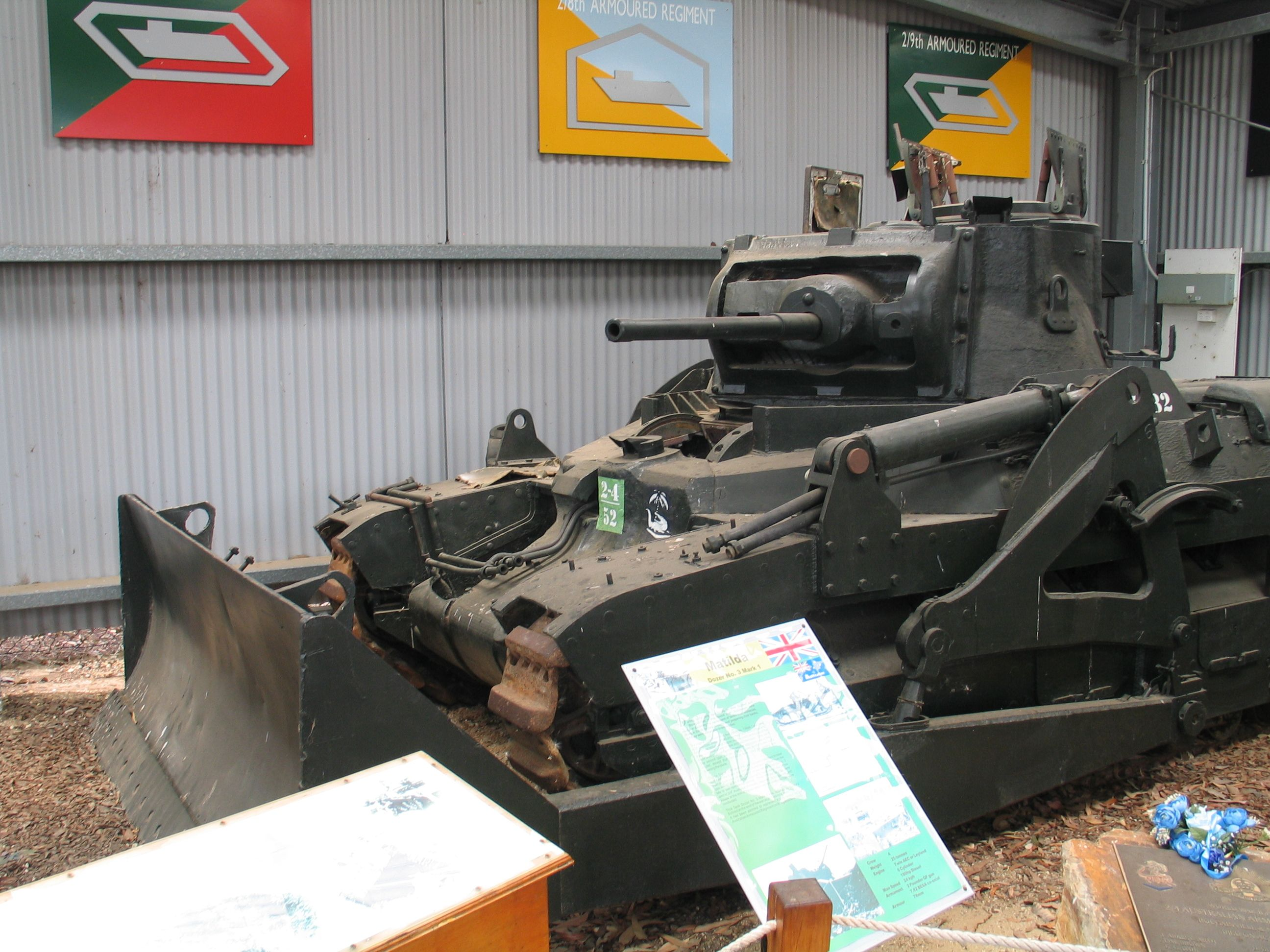
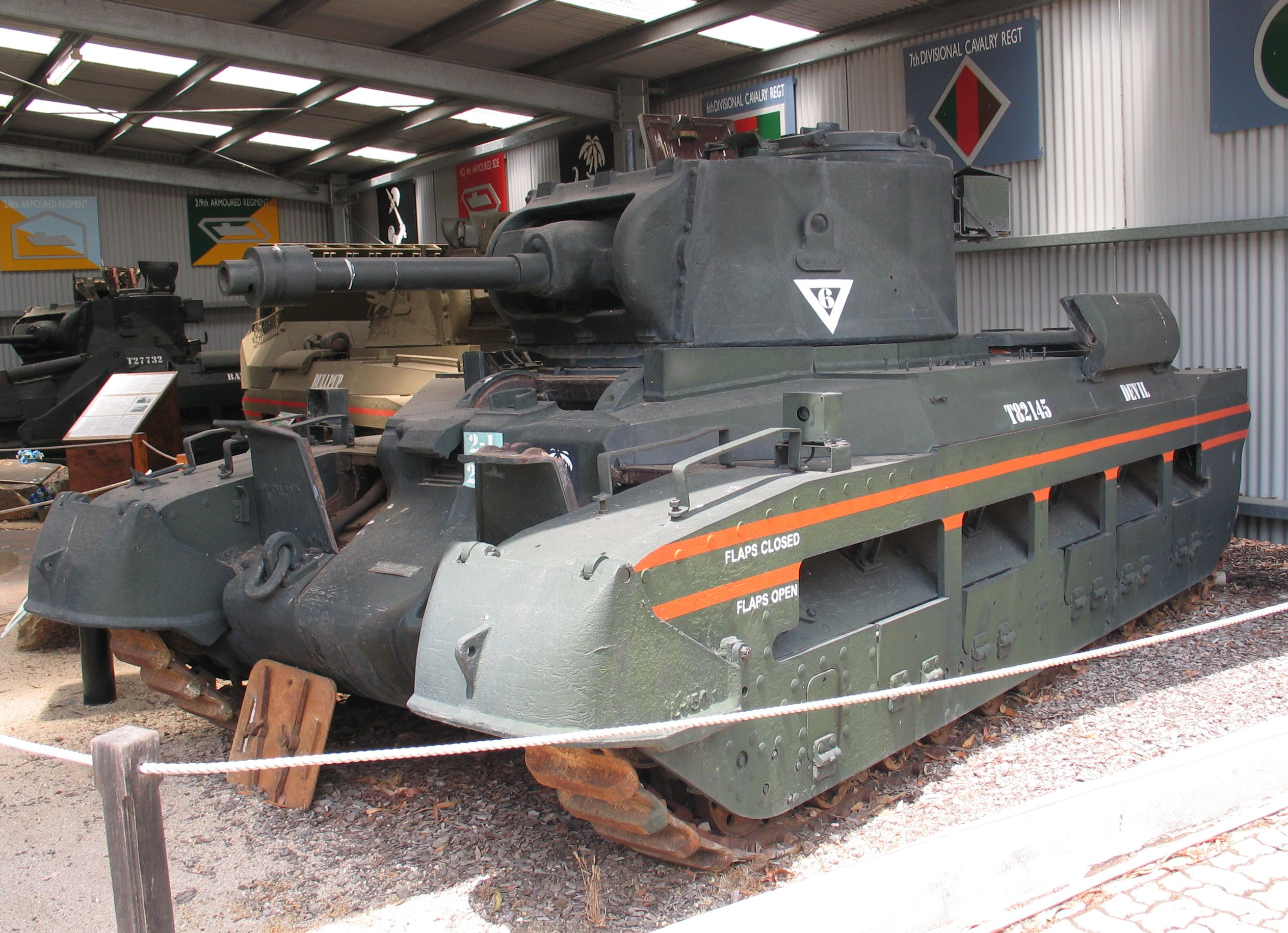
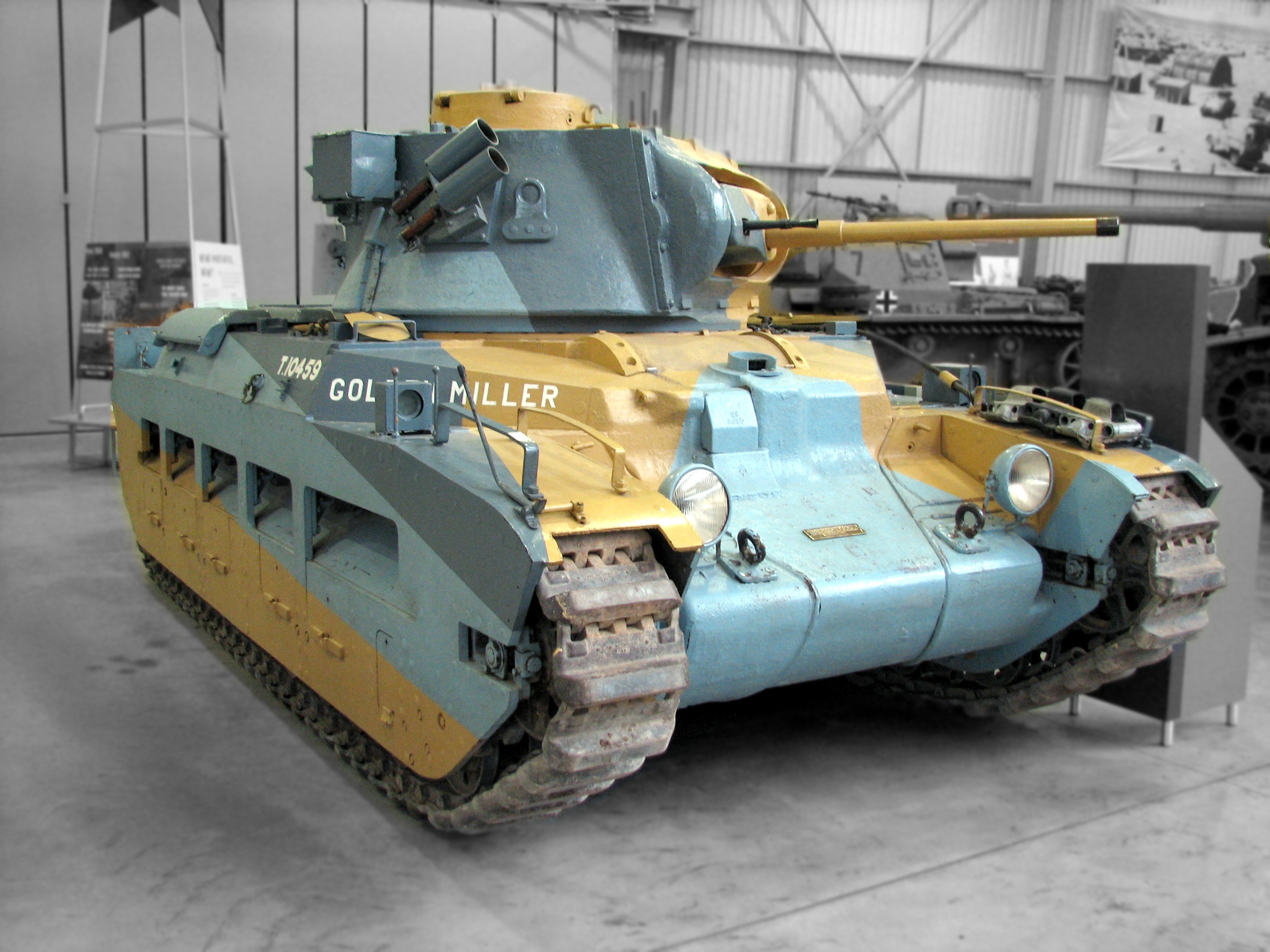
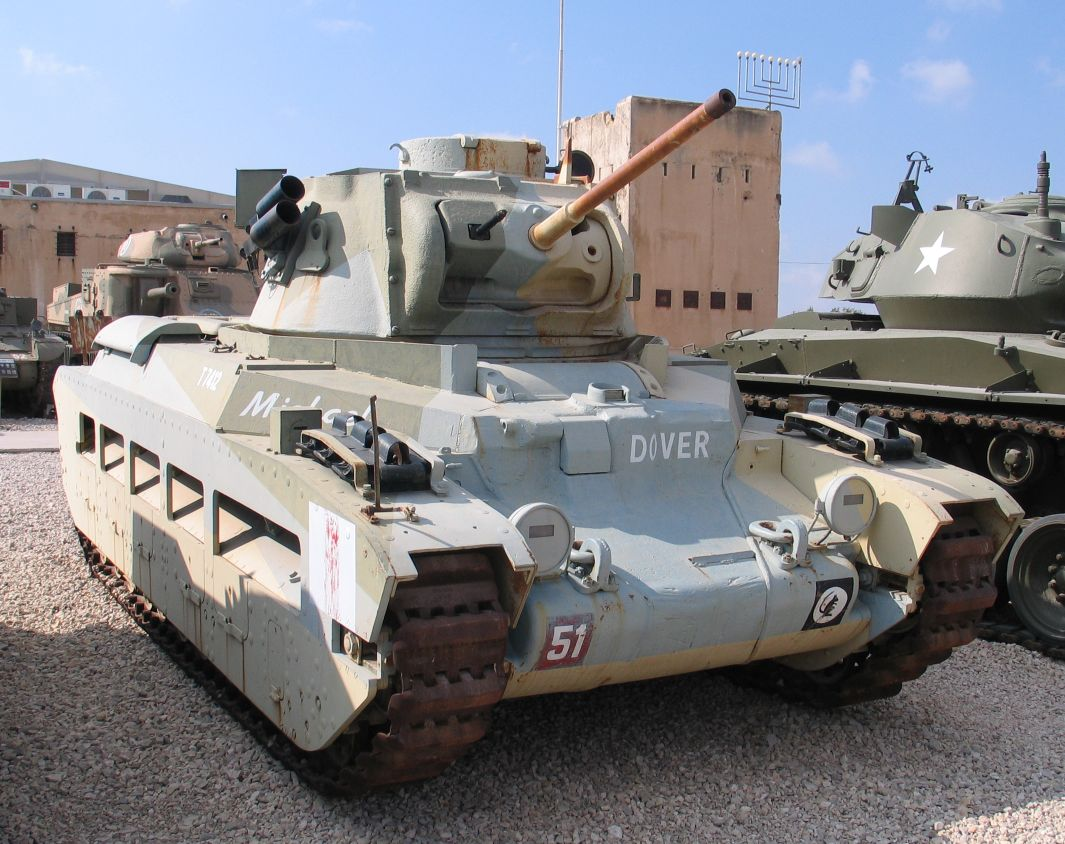
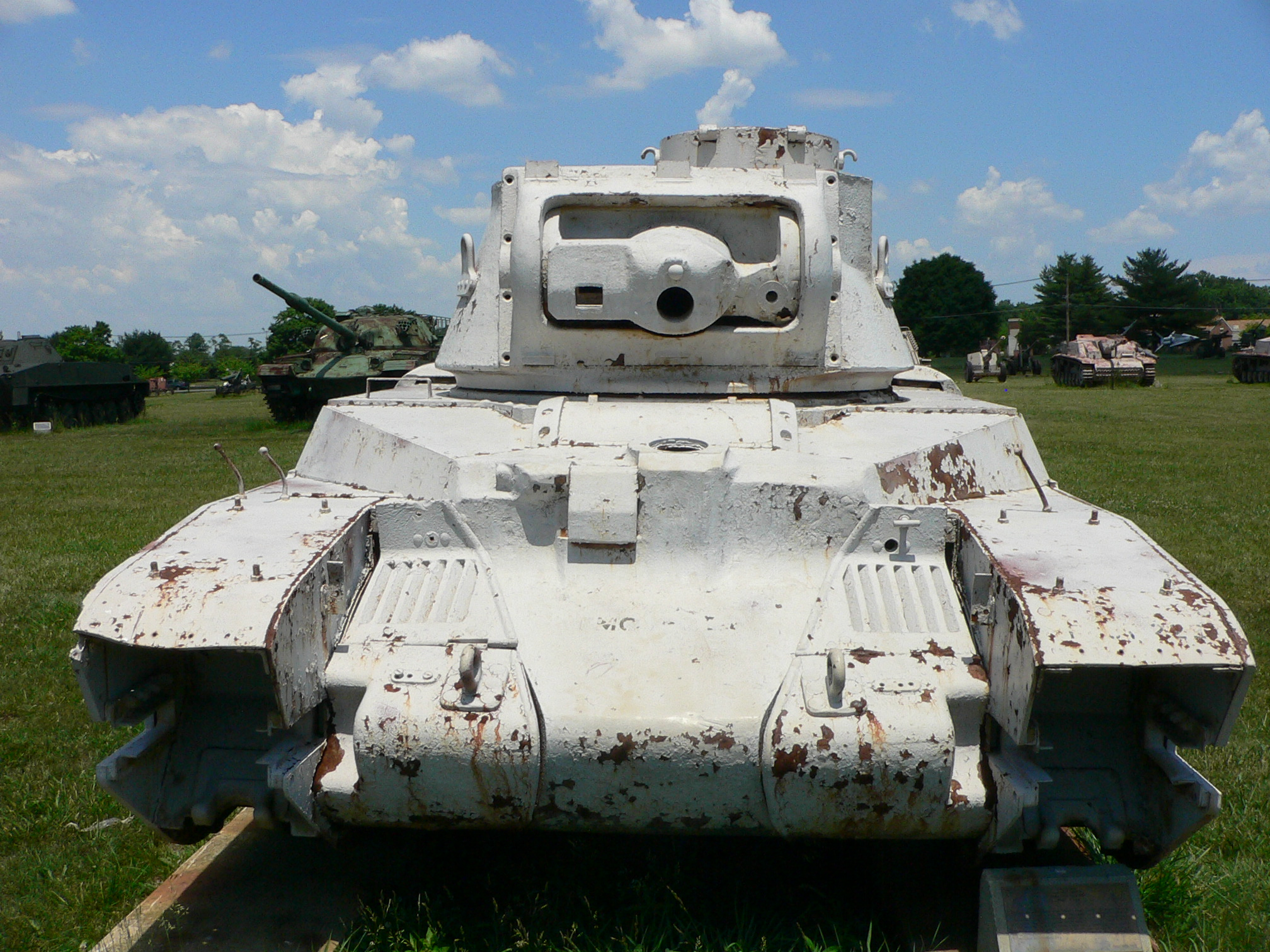